# Alley Mills
Pour les articles homonymes, voir Mills.
Alley Mills est une actrice américaine née le 9 mai 1951 à Chicago. Elle était la conjointe d’Orson Bean.

## Filmographie

### Cinéma

#### Long-métrage
- 1970 : Journal intime d'une femme mariée (Diary of a Mad Housewife) : Women's lib girl
- 1983 : Going Berserk : Nancy Reese
- 1984 : Young Lust : Sheila Danner
- 2002 : Jane White Is Sick & Twisted : Maman
- 2002 : Never Get Outta the Boat : Jean
- 2004 : Tricks : Ruth
- 2011 : Satin : Rose Wells
- 2012 : Hating Breitbart : elle-même
- 2014 : Maybe Someday : Martha Donnelly
- 2019 : The Fiddling Horse : Ethel Truman
- 2022 : Last Chance Charlene : Lorenna

#### Court-métrage
- 2014 : Dr. Quinn, Morphine Woman with Jane Seymour : Marjorie Quinn
- 2016 : Wake Up America! : Personne âgée

### Télévision

#### Téléfilms
- 1980 : Vol et mariage, un cas de conscience (Rape and Marriage: The Rideout Case) : Wanda
- 1981 : A Matter of Life and Death : Allison Cross
- 1983 : The Other Woman : Amy Vitelli
- 1983 : Prototype humain (Prototype) : Dr Rebecca Bishop
- 1986 : Maggie : Charlotte Farnsworth
- 1988 : To Heal a Nation : Sue, Stone Worker
- 1989 : I Love You Perfect
- 1992 : Jonathan: The Boy Nobody Wanted : Carol Willis
- 1993 : Tainted Blood : Mrs Patterson
- 1994 : Moment of Truth: Caught in the Crossfire : Royce Payne
- 1995 : Family Reunion: A Relative Nightmare : Portia
- 1995 : Meurtres en série (Deadline for Murder: From the Files of Eda Buchanan) : Julie Cresta
- 2000 : The Beach Boys: An American Family (en) : Audree Wilson
- 2009 : Des souvenirs pour Noël (A Golden Christmas) : Katherine
- 2011 : 3 Holiday Tails : Katherine Wright
- 2015 : Amour à la carte (Appetite for Love) : Tallulah Jones
- 2015 : Nounou malgré elle (The Reluctant Nanny) : Irene

#### Séries télévisées
- 1978 : La Famille des collines : Nancy
- 1979 : Kaz
- 1979 : The Associates : Leslie Dunn
- 1981 : Lou Grant : Lisa
- 1982 : Making the Grade : Sara Conover
- 1982 : Capitaine Furillo : Tracy Renko
- 1983 : Newhart : Professeur
- 1985 : The Atlanta Child Murders : Amy Kennear
- 1986 : Clair de lune : Claire
- 1987 : Mr. President : Pat
- 1987 : I Married Dora : Janine Desmond
- 1987 : Punky Brewster : Donna Deaton
- 1988-1993 : Les Années coup de cœur : Norma Arnold
- 1990 : ABC Afterschool Special : Linda
- 1993-1997 : Docteur Quinn, femme médecin : Marjorie Quinn (saisons 2 à 6)
- 1994 : CBS Schoolbreak Special : Carol Oliver
- 1998 : Les Anges du bonheur : Liz
- 1999 : Profiler : Amber Wiley
- 1999-2000 : Popular : Robin John
- 2000 : New York Police Blues : Sonya Morrow
- 2001-2005 : Oui, chérie ! : Jenny Ludke
- 2002 : Girlfriends : Mère de Lynn
- 2002-2003 : Sabrina, l'apprentie sorcière : Diana Spellman
- 2003 : La Vie avant tout : Rhonda LaCouer
- 2006-2022 et depuis 2024 : Amour, Gloire et Beauté : Pamela Douglas
- 2019 : Teachers : Joanna Bennigan
- 2022-2024 : General Hospital : Heather Webber
- 2023 : Fantasy Island : Vivian

## Voix francophone
Martine Meiraghe puis Denise Metmer dans Amour, Gloire et Beauté (série télévisée)
Josiane Pinson dans :
- Amour à la carte (téléfilm)
- Fantasy Island (série télévisée)

Françoise Pavy dans Des souvenirs pour Noël (téléfilm)
Francine Lainé dans Les Années coup de cœur (série télévisée)